# Domus Airways
Domus Airways es una nueva aerolínea argentina de bajo costo fundada en 2018 por un grupo de inversores argentinos con sede en Buenos Aires, Argentina. La aerolínea operará rutas nacionales e internacionales para inicios de 2027.

## Historia
Domus Airways fue fundada en 2018 por un grupo de inversores argentinos y estadounidenses, liderados por Damián Luis Toscano, quien anteriormente participó en el proyecto de la aerolínea Alas del Sur. Aunque inicialmente el proyecto se gestó en Estados Unidos, la compañía decidió establecer operaciones en Argentina. En mayo de 2025, el gobierno argentino autorizó a Domus Airways a operar vuelos de cabotaje e internacionales, en el marco de una política de apertura del mercado aéreo.
Aunque la aerolínea ya cuenta con la autorización gubernamental, se espera que las operaciones regulares comiencen dentro de aproximadamente 24 meses, una vez completado el proceso de certificación ante la Administración Nacional de Aviación Civil (ANAC). Mientras tanto, Domus Airways planea iniciar vuelos chárter al Caribe utilizando aeronaves alquiladas con configuración estándar, bajo una marca aún no anunciada.

## Flota
La aerolínea planea utilizar aeronaves Airbus A220-100, configuradas para transportar hasta 60 pasajeros en dos clases: Business Life Flats, con asientos que permiten descansar completamente en posición horizontal, y Premium Economy, con asientos espaciosos y mayor separación entre filas. Esta configuración busca ofrecer una experiencia de vuelo de alta gama, similar a la de aerolíneas como La Compagnie en Europa.

## Destinos
Domus Airways tiene planes de operar desde Buenos Aires hacia diversas ciudades nacionales e internacionales. Entre los destinos nacionales se incluyen Córdoba, Mendoza y Neuquén. En cuanto a destinos internacionales, la aerolínea ha sido autorizada para volar a ciudades como São Paulo, Florianópolis, Río de Janeiro, Lima, Bogotá, Medellín, Santiago de Chile, Asunción, Montevideo, Punta del Este, Miami y Houston.